# FrostWire
FrostWire je besplatni P2P klijent za prijenos podataka između korisnika putem BitTorrent protokola.

### Opis
Kako je poznato da je klijentski dio kod ad-hoc mreže koja se vodi određenjem »svi dijele svima« važan za nesmetano i stabilno prenošenje i dijeljenje podataka, tako je slično i kod FrostWire. FrostWire je zapravo brat blizanac programu LimeWire koji je u svojoj besplatnoj inačici korisnike živcirao raznim restrikcijama i lošijim rezultatima pretrage P2P mreža. Prvo što se primijeti je preobrazba sučelja aplikacije u kojemu sad dominira plava boja, a napredak je razvidan i u pogledu razmješaja opcija. Padajući izbornici dočekat će korisnika tako na samom vrhu prozora, dok su ispod njih posloženi danas svagdje prisutni tabovi kakve se može naći u internetskim preglednicima. Odmah lijevo od sredine sučelja može se inicirati i filtrirati trenutna pretraga, dok se zgodan, no pomalo nestabilan "FrostWire media player" smjestio odmah u donji dio sučelja zajedno s ostalim informacijama o brzini prijenosa podataka. Navedeni ugrađeni player omogućuje vrlo lako slušanje MP3 zapisa, što je vrlo dobro ako se skida masovan broj istih te ako ih se želi odmah preslušati. Podržani protokoli su Gnutella i BitTorrent, a kód je kao i kód komercijalnog brata pisan u Javi što znači veliku prenosivost i rad na više platformi. FrostWire se snalazi kao vjeverica s lješnjakom kad je u pitanju pretraga datoteka putem raznih P2P mreža. Početnici nisu ostavljeni na cjedilu jer postoji čarobnjak koji pri prvom pokretanju objašnjava osnovne radnje vezane uz spajanje na P2P mreže i pretragu sadržaja. Pri prijenosu datoteka mogu se vidjeti informacije koje su vezane uz njih poput: kvalitete, tipa datoteke, brzine prijenosa, imena, veličine i bitratea. Ako je korisnik spojen na pet ili više takozvanih "ultra-peerova" u donjem lijevom kutku vidjet će oznaku "Turbo-Charged Connection", što teoretski znači da će na taj način dobiti najbolje rezultate pretrage. Kako bi veza bila ovako označena, mora se odobriti FrostWireu korištenje svih dostupnih portova te se poigrati s naprednijim opcijama. U ovoj inkarnaciji klijenta na radost korisnika su i neke mogućnosti koje je imala samo komercijalna inačica LimeWirea. FrostWire pruža i dobar chatroom koji bi trebao biti ekvivalent ili zamjena za LimeWireov IM.